# 汪如洋
汪如洋（1755年—1794年），字潤民，號雲壑，安徽休宁人，寄籍浙江秀水（今嘉兴）。清朝狀元。

## 生平
出身科舉世家。其父汪孟鋗為乾隆三十一年（1776年）進士，兄汪如藻為乾隆四十年（1775年）進士。汪如洋於乾隆四十五年（1780年）庚子恩科春闱考中會元，殿試仍高居一甲第一名（狀元），賜進士及第，授翰林院修撰，曾出任山東鄉試主考官、雲南學政。

## 著作
著有《葆沖書屋詩集》。

## 外部連結
- 汪如洋 （页面存档备份，存于） 中研院史語所